# Canacomyrica monticola
Canacomyrica es un género monotípico de plantas de flores perteneciente a la familia Myricaceae, nativo de Nueva Caledonia. Su única especie, Canacomyrica monticola, es un árbol  o pequeño arbusto en peligro de extinción que es endémico de los suelos de serpentina.